# رونالد إ. نيومان
رونالد إ. نيومان (مواليد 1945) دبلوماسي أميركي شغل منصب سفير الولايات المتحدة إلى أفغانستان من 2005 إلى 2007 ثم البحرين من 2001 إلى 2004 ثم الجزائر من 1994 إلى 1997. هو ابن السفير السابق روبرت ج. نيومان حيث سافر بعد التخرج من الجامعة إلى أفغانستان بينما كان والده سفيرا هناك. يعتبر نيومان الأب ونيومان الابن الوحيدان الأب والابن اللذان توليا منصب سفير الولايات المتحدة إلى أفغانستان منذ أكثر من مائة عام منذ إيفاد الأب جون آدامز وابنه جون كوينسي آدامز سفراء إلى بريطانيا.

## السيرة
انضم نيومان إلى وزارة الخارجية الأمريكية كموظف خدمة خارجية في عام 1970. أول مهمة خارجية كانت في السنغال ولكن في عام 1973 خدم في تبريز بإيران وبعد ذلك صار متخصص في الشرق الأوسط والخليج العربي بشكل خاص. عمل في الإمارات. في عام 1991 شغل منصب مدير مكتب إيران العراق (مدير شؤون شمال الخليج) وشارك نيومان في الإشراف على اللاجئين الأكراد في الشرق الأوسط.
في عام 1994 عين سفيرا في الجزائر ويرجع ذلك جزئيا لخبرته في الشرق الأوسط واستمر في هذا المنصب حتى عام 1997. بعد ذلك شغل منصب نائب مساعد وزيرة الخارجية لشؤون الشرق الأدنى.
في عام 2000 تم اختياره ليصبح سفيرا في البحرين ولكن مجلس الشيوخ لم يؤكد على تعيينه فورا بسبب اتهامه بالمشاركة في فضيحة أمنية صغيرة بتسريب معلومات سرية. بعد تبرئته وافق الرئيس المنتخب حديثا جورج دبليو بوش على تعيينه في عام 2001.
عندما كان سفيرا في البحرين فقد تم إغلاق السفارة مؤقتا بسبب هجمات في أبريل 2002 من قبل المتظاهرين المؤيدين للفلسطينيين. لم يصب أحد في الاحتجاج على الرغم من أن المباني تضررت وكذلك تم إضرام النار في السيارات.
في عام 2004 غادر البحرين ليشغل منصب المستشار السياسي للولايات المتحدة في العراق وخدم في هذا المنصب حتى تم تعيينه في أفغانستان في 2005. أقسم قسمة الخدمة في 27 يوليو 2005 وقدم أوراق اعتماده إلى الرئيس الأفغاني حامد كرزاي في 1 أغسطس 2005. احتفظ بهذا المنصب حتى عام 2007.
يشغل حاليا نيومان منصب منصب رئيس الأكاديمية الدبلوماسية الأميركية وهي مؤسسة بحثية مقرها واشنطن العاصمة.
في عام 2009 ألف كتاب «الحرب الأخرى: الفوز والخسارة في أفغانستان» وهو كتاب يستكشف القضايا السياسية والعسكرية من أفغانستان.
يجيد التحدث باللغة العربية والفرنسية والقليل من الفارسية.